# Jüdische Studentenverbindung
Jüdische Studentenverbindungen entstanden im Deutschen Kaiserreich und in der Donaumonarchie. Die älteste jüdische Verbindung ist die J.A.V. Kadimah an der Universität Wien, gestiftet am 25. Oktober 1882; die erste im Deutschen Kaiserreich von Juden nur für Juden gegründete Verbindung war die Viadrina, gestiftet am 23. Oktober 1886 an der Schlesischen Friedrich-Wilhelms-Universität. Die jüdischen Studentenverbindungen bestanden noch in der Weimarer Republik und im Ständestaat (Österreich). Der Nationalsozialismus machte ihnen ein Ende.

## Jüdische Studenten

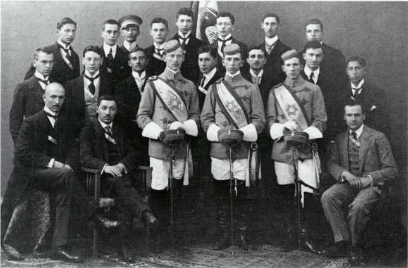
Zionistische Verbindung Jordania München (SS 1912)

In der Habsburgermonarchie erhielten die Juden schließlich im Jahre 1867, im deutschen Kaiserreich 1871 die rechtliche Gleichstellung; sie wurde aber in der Praxis nicht vollständig umgesetzt, weil zum Beispiel für die Einstellung in den Staatsdienst eine christlich-religiöse Eidesformel gesprochen werden musste. Der Staat war damals der bei weitem wichtigste Arbeitgeber für Akademiker. Juden konnten immer noch nicht Offiziere, Diplomaten, Beamte, Lehrer oder Professoren werden. Angestrebt wurden deshalb vor allem die freien Berufe und die Studienfächer Rechtswissenschaft und Medizin, die auch von der Mehrheit der Mitglieder schlagender Verbindungen gewählt wurden. Die Corps trugen wesentlich zur Assimilation der Juden bei. Ein Wendepunkt war das Duell Vering–Salomon.
Die Möglichkeit zum Universitätsstudium wurde von der jüdischen Bevölkerung eifrig genutzt. Während der Anteil der Juden an der Gesamtbevölkerung in Preußen um 1886 nur etwa bei einem Prozent lag, betrug der Anteil jüdischer Studenten an den Universitäten rund neun Prozent. Der Anteil der Juden bei den preußischen Rechtsanwälten betrug 1871 nur 3 %, im Jahre 1880 waren es bereits 7,3 %, im Jahre 1893 war der Anteil auf 25,4 % angewachsen. Die Entwicklung bei den freiberuflich tätigen Ärzten verlief ähnlich.
Im Königreich Preußen hatten Berlin, Breslau und Königsberg i. Pr. die größten jüdischen Gemeinden. In Wien war damals jeder zehnte Einwohner jüdischen Glaubens, aber jeder zweite Rechtsanwalt und jeder zweite Arzt war Jude. Das begünstigte Judenfeindlichkeit und „rassisch“ begründeten Antisemitismus (bis 1945), der sich auch gegen getaufte Juden und ihre Nachkommen richtete. Viele Studentenverbindungen gingen nach und nach dazu über, keine Juden mehr als Neumitglieder aufzunehmen. Einige studentischen Verbände nahmen das Arierprinzip in ihre Statuten auf. Der Ausschluss existierender jüdischer Mitglieder hätte gegen das in den Verbindungen hochgehaltene Lebensbundprinzip verstoßen und wurde erst in den 1920er Jahren vereinzelt diskutiert sowie später nach der Machtergreifung der Nationalsozialisten gesetzlich gefordert. Viele Studentenverbindungen – sofern noch nicht aufgelöst – hatten nach 1933 noch jüdische Mitglieder.
Aufgrund der nachlassenden Bereitschaft der Studentenverbindungen, jüdische Studenten in ihre Gemeinschaft aufzunehmen, gründeten sich in den 1880er Jahren bald eigene, speziell jüdische Verbindungen, die sich unterschiedliche Ziele und Formen gaben, aber zu einem großen Teil die Traditionen der deutschen Studentenverbindungen für sich übernahmen und fortsetzten. Über seine Zeit im Russisch-Jüdischen Verein zu Königsberg hat Schemarjahu Levin in Jugend in Aufruhr (Berlin 1933) einen aufschlussreichen Bericht hinterlassen.

## Ausrichtungen

### Deutsch-jüdische Verbindungen

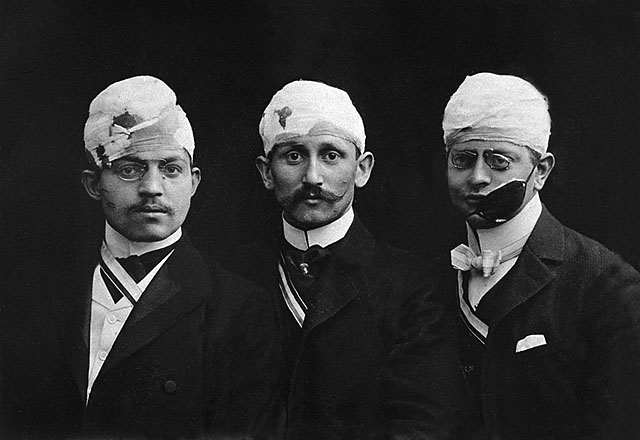
Jüdische Studenten nach der Mensur, Heidelberg 1906. Es handelt sich um Mitglieder des Kartell-Conventes, u. a. vermutlich der Bavaria Heidelberg

Die Deutsch-Jüdischen Verbindungen betrachteten die Juden in Deutschland als deutsche Bürger jüdischen Glaubens und als integralen Bestandteil der deutschen Gesellschaft. Sie orientierten sich stark an den deutschen studentischen Traditionen. Sie wollten die Diskriminierung durch den Beweis ihrer Gleichwertigkeit mit dem Rest der Bevölkerung überwinden und zeigen, dass auch Juden schneidige und wehrhafte Verbindungsstudenten sein können und dadurch das Vorurteil der Feigheit und Weichlichkeit widerlegen. Die rechtliche Emanzipation der Juden in Deutschland nach der Reichsgründung von 1871 war für sie der Beweis, dass dieses Ziel erreichbar war. Sie vereinten deutsches Nationalbewusstsein und jüdische Kulturzugehörigkeit.
In Breslau wurde am 13. Oktober 1886 die erste exklusiv jüdische Verbindung Deutschlands gestiftet, die Viadrina mit den Burschenfarben Schwarz-Gold-Rot, den Fuchsenfarben Schwarz-Rot und schwarzen Mützen, in Anlehnung an die Farben Schwarz-Rot-Gold der bürgerlich-demokratischen Nationalbewegung. Der Wahlspruch der Viadrina lautete: Nemo me impune lacessit! (Niemand provoziert mich ungestraft!) und weist hin auf den Selbstschutzcharakter, den jüdische Verbindungen hatten. Viadrina nahm mit ihrer Ausrichtung, nämlich jüdische Mitglieder, „deutsch-vaterländische“ Gesinnung, farbentragend und unbedingte Satisfaktion mit der Waffe, die Programmatik des 1896 gegründeten Kartell-Convent der Verbindungen deutscher Studenten jüdischen Glaubens (K.C.) vorweg. 1894 wurde Viadrina vor allem wegen ihrer Fechtfreudigkeit von Rektor und Senat aufgelöst, während ein Altherrenverband weiterbestand, der später dem K.C. beitrat.

### Zionistische Verbindungen

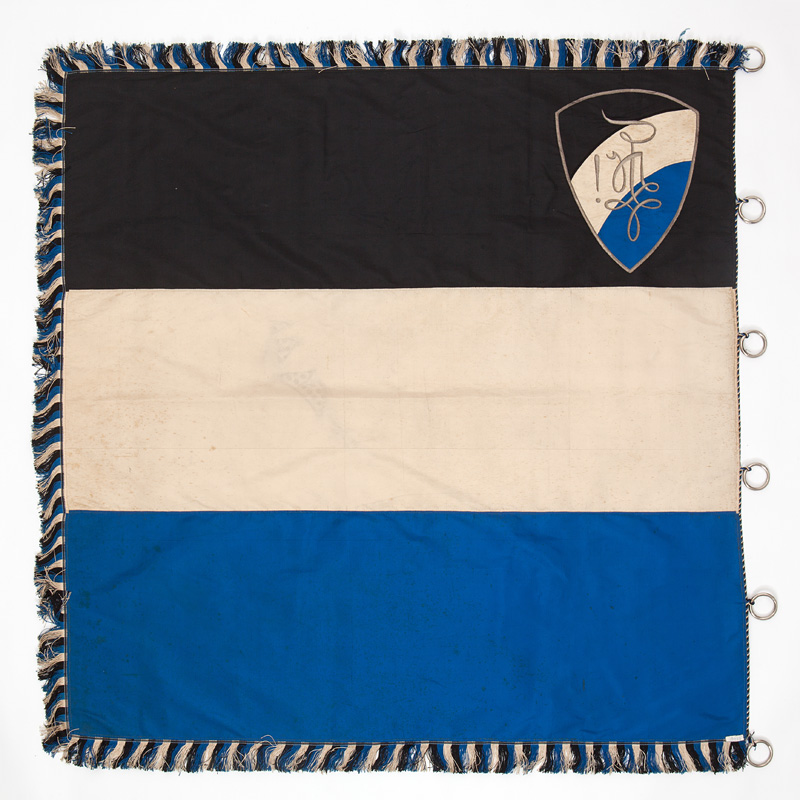
Fahne der Basler Verbindung «Nehardea» in den Farben des Zionismus (Sammlung des Jüdischen Museums der Schweiz)

Die jüdisch-nationalen Korporationen wie die Kadimah Wien betrachteten die Versuche zur Integration der Juden in die deutsche Nation als vergeblich und die rechtliche Emanzipation der Juden in Deutschland als gescheitert. Sie teilten die Ziele des Zionismus und strebten die Bildung eines jüdischen Staates in Palästina an. Ihr Verbleib in Mitteleuropa hatte ihrer Auffassung nach nur provisorischen Charakter. Sie hielten sich aber trotzdem an die studentischen Traditionen Deutschlands. Ein wichtiger Verband war der Bund Jüdischer Corporationen (1901) der 1914 mit dem Kartell Zionistischer Verbindungen (KZV) zum Kartell Jüdischer Verbindungen (KJV) fusionierte.
Auch die Schweizer Verbindungen waren vom Zionismus geprägt, etwa die «Kadimah» in Bern und die Basler Verbindungen «Jordania» (gegründet 1924), deren Mitglieder, vor allem osteuropäische Juden, die Zionistenkongresse in Basel tatkräftig unterstützten. Bei «Nehardea» war der zionistische Ansatz umstritten. Als sich die Verbindung zum Zionismus bekannte, verließen einige Studenten die Verbindung.

### Konfessioneller Verband
Der Bund Jüdischer Akademiker (BJA, gegründet 1903) bezog keine gesellschaftspolitischen Positionen. Typische Merkmale einer Studentenverbindung hatte er kaum. Er unterschied nicht zwischen Aktiven und Alten Herren und lehnte Mensur, Couleur und Kneipe ab. Ihm ging es um Glauben, Kultur und Wissenschaft.

### Paritätische Verbindungen

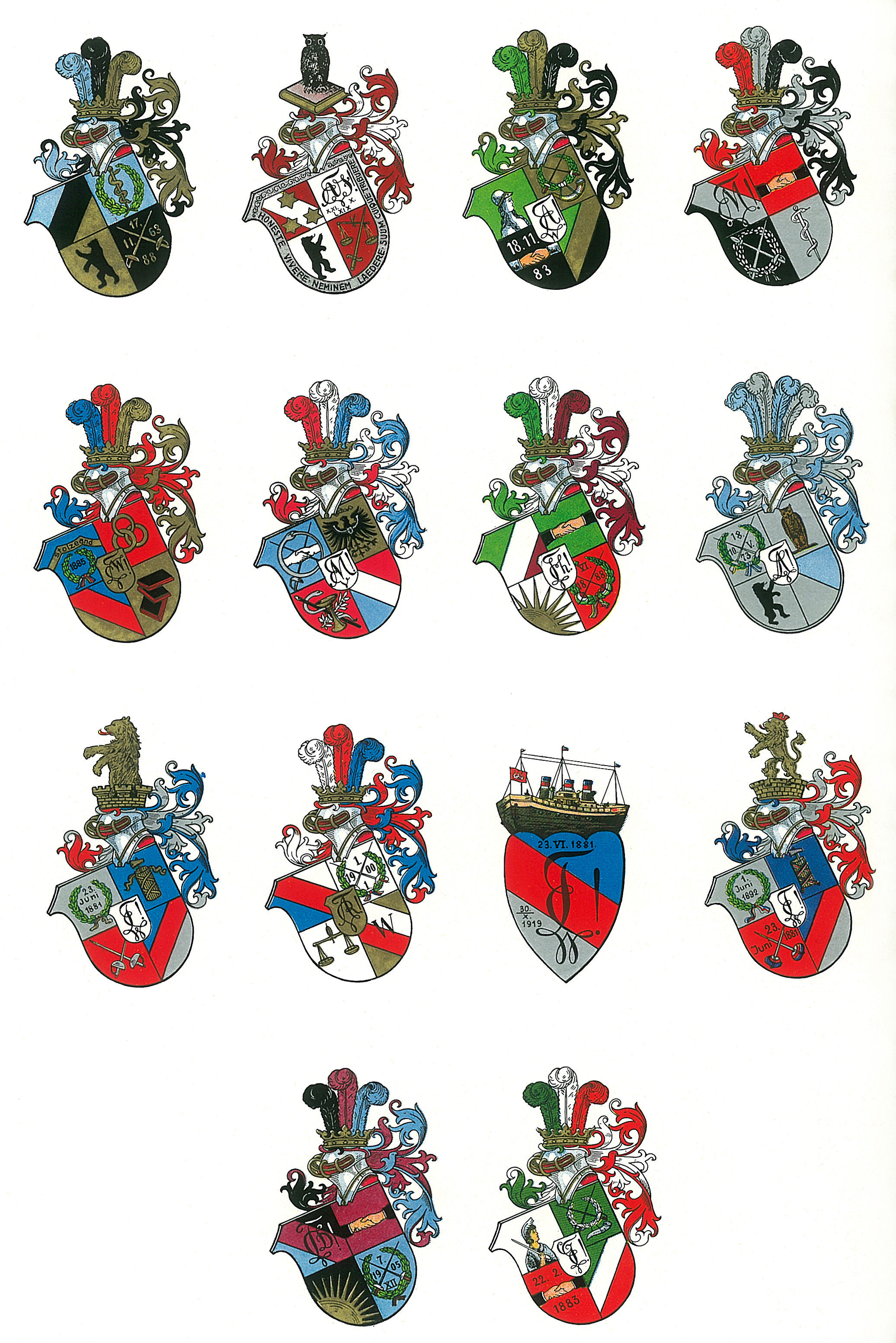
Wappen der paritätischen Korporationen in vier Verbänden (Doeberl 1931)

Die liberalen, in Österreich auch als „freisinnig“ bezeichneten (paritätischen) Verbindungen betrachteten die Abtrennung der Juden vom Rest der Bevölkerung als falschen Weg und wollten Juden und Nichtjuden in ihren Reihen zusammenführen. Aufgrund des großen Andrangs von jüdischen und jüdischstämmigen Studenten und des geringen Interesses von anderer Seite entwickelten sie sich aber faktisch bald zu fast rein jüdischen Verbindungen. Erste Gründung war die Freie Wissenschaftliche Vereinigung in Berlin 1881, der sich bald weitere Vereinsgründungen in anderen Städten anschlossen. Der größte Korporationsverband paritätischer Studentenverbindungen, der Burschenbunds-Convent, lehnte es ab, sich als jüdische Verbindung bezeichnen zu lassen. Die einzigen paritätischen Corps waren die Marchia, Raetia und Amelungia in Wien. 1926 schlossen sie einen Verhältnisvertrag mit dem Burschenbunds-Convent.

## Frage der Ehre
Die deutsch-jüdischen, aber auch die zionistischen Verbindungen, sahen die traditionellen deutschen Formen des Verbindungsstudententums als geeignet an, sich gesellschaftlichen Respekt zu verschaffen. Besonders durch die kompromisslose Pflege von Mensur und Duell wollten sie Vorurteilen gegen Juden entgegenwirken. Auch das Ramschen war ihnen nicht fremd (siehe Corpsstudentische Inaktivenvereinigungen#Breslau). Dass jede antisemitische Äußerung eines Kommilitonen mit einer Säbelforderung quittiert wurde, brachte einigen jüdischen Verbindungen bald den Ruf besonderer Aggressivität ein. Einige wurden verboten. Gegen Ende des 19. Jahrhunderts wurden in dieser Angelegenheit mehrere Pistolenduelle mit tödlichem Ausgang ausgetragen.
Die Erfolge der jüdischen Verbindungsstudenten auf dem Gebiet von Duell und Mensur wurden den Antisemiten bald unbequem, denn sie widersprachen ihrer Auffassung vom „feigen“ und „kneifenden“ Juden. Die erste Reaktion erfolgte in Deutschösterreich mit dem Waidhofener Prinzip. Mit dem Beschluss wurde  Juden ab 1896  die Ehre und damit die Satisfaktionsfähigkeit abgesprochen:

„In Anbetracht der vielen Beweise, die auch der jüdische Student von seiner Ehrlosigkeit und Charakterlosigkeit gegeben, und da er überhaupt der Ehre nach unseren deutschen Begriffen völlig bar ist, fasst die heutige Versammlung deutscher wehrhafter Studentenverbindungen den Beschluß: Dem Juden auf keine Waffe mehr Genugtuung zu geben, da er deren unwürdig ist.“

Diese Beschlüsse erregten den Protest auch seitens vieler konservativer Verbindungsstudenten in Deutschland, weil die Erklärung der Ehrlosigkeit gegenüber einer Gruppe von Studenten den ureigensten Traditionen des Verbindungsstudententums widersprach. Feigheitsvorwürfe gegenüber anderen Studenten galten traditionell als schlimmste Verstöße gegen den Comment. Gerade die Auffassung, dass alle Studenten gemeinsam einem besonderen Stande angehörten, durch den sie sich vom Rest der Bevölkerung unterschieden, war die Grundlage des Waffenstudententums nach damaliger Auffassung. Die Waidhofner Beschlüsse verstießen somit gegen die ältesten Traditionen der Studentenverbindungen.
Das „Waidhofner Prinzip“ blieb lange Zeit umstritten, konnte sich aber auch in Deutschland, hier allerdings erst nach dem Ende des Ersten Weltkriegs, durchsetzen.
Der K.C. beharrte auf seinen waffenstudentischen Grundsätzen:

„Wir führen unsere Waffen, um unsere Ehre vor jedem Angriff derer zu schützen, die in diesen Formen das Wesentliche sehen, um mit dem Säbel, der unsere Farben trägt, zu beweisen, daß es nichts als ein Vorurteil ist, wenn man dem Juden Mut und Unerschrockenheit bestreitet. Wir lehnen es daher ab, die Waffen abzulegen, weil man sie uns streitig macht. Darum tragen wir auch Couleur.“

Manche (nichtschlagenden) jüdischen Korporationen gingen in der Folge so weit, dass sie ihre Mitglieder in Kampfsportarten (Boxen, Jiu Jitsu etc.) ausbildeten, damit sie sich bei tätlichen Angriffen von Kommilitonen wehren konnten.

## Zwangsauflösung jüdischer Verbindungen im Deutschen Reich
Während nach der Reichstagswahl März 1933 die zionistischen Verbände ihre Mitglieder sofort zum Verlassen des Deutschen Reiches aufriefen, erwähnten die Verbandszeitschriften der deutschnationalen jüdischen Verbände den Machtwechsel gar nicht.
Am 30. Juni 1933 wurden alle jüdischen Verbindungen im Deutschen Reich für aufgelöst erklärt und ihr Eigentum beschlagnahmt. Die Altherrenschaften konnten unter der Aufsicht der Geheimen Staatspolizei noch bis 1938 fortbestehen. Wiedergründungen hat es nach dem Zweiten Weltkrieg bei den paritätischen Verbindungen gegeben. Der Altherrenverband des Kartells Jüdischer Verbindungen war in Tel-Aviv weiter aktiv. Die J.A.V. Charitas Graz hatte ebenfalls einen Altherrenverband in Israel. Der Beitrag von Mitgliedern insbesondere der zionistischen Verbindungen am Aufbau Israels darf nicht unterschätzt werden. So waren auch Mitglieder in der Regierung zu finden.
Mitte der 1990er Jahre starben die letzten, hauptsächlich in Israel lebenden, Alten Herren der jüdischen Studentenverbindungen, sodass diese und der IGUL – Altherrenverband zionistisch-akademischen Verbindungen und Studentenvereine erloschen.

## Bekannte Mitglieder

### Bekannte Mitglieder jüdischer Studentenverbindungen
- Ruben Bierer, Kadimah Wien

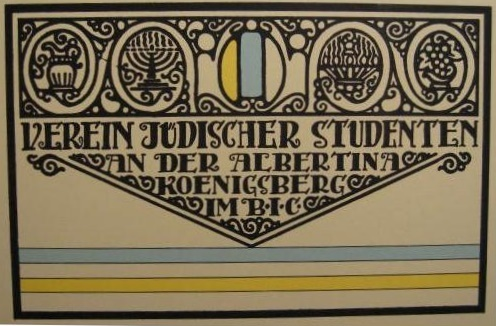
Couleurkarte des Königsberger Vereins Jüdischer Studenten

- Nathan Birnbaum (Schriftsteller), Kadimah Wien
- Felix Deutsch, Kadimah Wien
- Mayer Ebner (1872–1955), zionistischer Politiker, Hasmonaea Czernowitz[15]
- Norbert Elias (1897–1990), Soziologe, Hasmonaea Breslau (KJV)
- Sigmund Freud, Kadimah Wien
- Erich Fromm, KJV[16]
- Nahum Goldmann, Ivria Heidelberg
- Ludwig Haas (Politiker, 1875), Bavaria Heidelberg (KC)
- Giora Josephthal, Ivria Heidelberg
- Julius Kleeberg, Bavaria Heidelberg (KC)
- Arthur Koestler, Unitas Wien
- Fritz Löhner-Beda, Kadimah Wien
- Ludwig Marum, Bavaria Heidelberg (KC)
- Fritz Roubicek, Jordania Wien, Unitas Wien
- Isidor Schalit, Kadimah Wien
- Moses Schnirer, Kadimah Wien
- Peretz Smolenskin, Kadimah Wien
- Eugen Täubler, Ivria Heidelberg
- Fred Uhlman, Ghibellina Freiburg (KC)
- George Weidenfeld, Unitas Wien
- Wolfgang von Weisl, Unitas Wien

### Bekannte Mitglieder paritätischer Studentenverbindungen
Die paritätischen Studentenverbindungen standen Studenten unabhängig von deren Religionszugehörigkeit offen; die folgende Liste führt daher auch Personen anderer Religionszugehörigkeit (wie beispielsweise den Katholiken Thomas Dehler) auf.
- Wilhelm Aron, Wirceburgia Würzburg (BC)[17]
- Thomas Dehler, Südmark-Monachia München (BC; Eintritt als Alter Herr)[18]
- Egon Kisch,  Saxonia Prag (BC)
- Paul Kisch, Saxonia Prag (BC)[19]
- Julius Ofner, Fidelitas Wien (BC)[20]
- Robert Piloty, Südmark-Monachia München (BC; Eintritt als Alter Herr)[18]
- Hugo Preuß, Südmark-Monachia München (BC; Eintritt als Alter Herr)[18]
- Oskar Scheuer, Alemannia Prag (BC), Fidelitas Wien (BC)[21]
- Leon Zeitlin, BC (vermutlich Alsatia Leipzig)[22]